# Эммет, Лидия

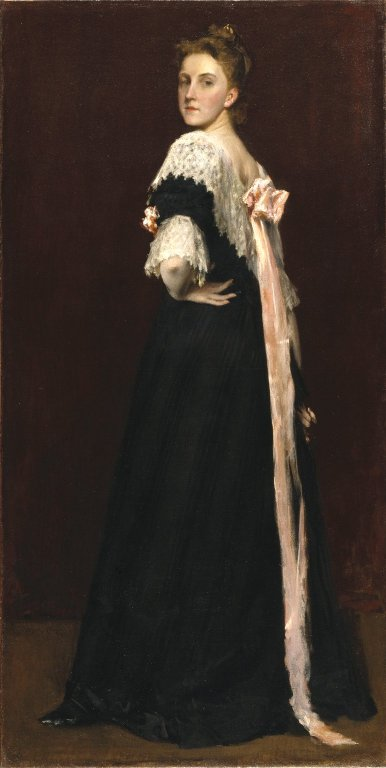
Портрет Лидии Эммет работы Уильяма Чейза

Лидия Эммет (англ. Lydia Field Emmet; 1866—1952) — американская художница-портретист. Работала главным образом акварелью и маслом.

## Биография
Родилась 23 января 1866 года в городе Нью-Рошелл, штат Нью-Йорк. Была седьмым ребёнком из десяти в семье купца Уильяма Эммета (англ. William Jenkins Emmet) и иллюстратора Джулии Эммет. Две сестры Лидии — Розина Шервуд и Джейн де Глен — также стали художницами. Братья: Уильям Эммет (англ. William LeRoy Emmet), был инженером в компании «Дженерал Электрик»; Роберт Эммет (англ.  Robert Temple Emmet) — военный, выпускник Вест-Пойнта.
Первые уроки живописи Лидии дала её старшая сестра Розина. Затем Розина и Лидия продолжили обучение в Академии Жулиана в Париже (1884—1885). Семья Эммет столкнулась с серьёзными экономическими проблемами из-за последствий Гражданской войны и сёстры смогли учиться в Париже только от наследства своей кузины Bache Whitlock. После возвращения в Нью-Йорк, сестры Эммет стали студентками выдающегося американского художника и преподавателя Уильяма Чейза. Также во время пребывания в Нью-Йорке Лидия Эммет училась у Генри Моубри, Кеньона Кокса и Роберта Рида. Затем снова продолжила обучение в Париже у Вильяма Бугро, Тони Робер-Флери и Рафаэля Коллина (фр. Louis-Joseph-Raphaël Collin), а также американского скульптора и художника Фредерика Макмонниса. Во время учёбы в Европе Лидия посещала летнюю колонию американских художников в Живерни, где познакомилась со многими известными художниками того времени.
Для пополнения своих финансов, она работала в начале 1890-х годов в качестве помощника своего бывшего учителя — Уильяма Чейза, преподавала в подготовительных классах его летней школы в Лонг-Айленде, Нью-Йорк. В 1893 году Эммет был выбрана, наряду с другими известными американскими женщинами-художниками — Мэри Кассат, Mary Fairchild MacMonnies Low и Lucia Fairchild Fuller, а также своей сестрой Розиной — для росписи фресок в только что построенном здании Women’s Building на Всемирной колумбийской выставке 1893 года. Создавала также витражи для Луиса Тиффани и работала иллюстратором для журнала Harper’s Bazaar.
Лидия Эммет выставляла свои работы в Национальной академии дизайна, участвовала в нескольких крупных международных выставках. Была лауреатом премий Thomas R. Proctor Prize (1907) и Maynard Prize (1918); Newport Popular Prize (1921, 1923) и Philadelphia Bok Prize (1925). Являлась ассоциированным членом Национальной академии дизайна с 1909 года и получила звание академика в 1911 году.
Умерла 16 августа 1952 года.

## Труды
Работы художницы можно встретить во многих престижных художественных галереях, включая Метрополитен-музей.

Некоторые работы
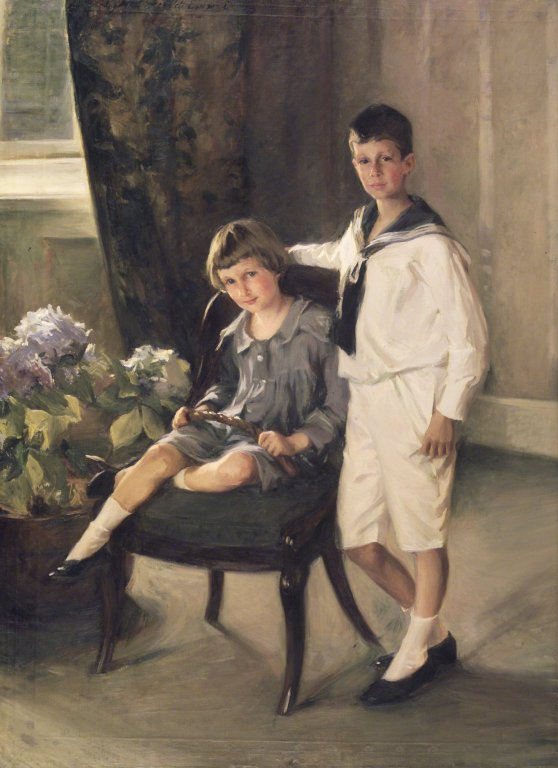
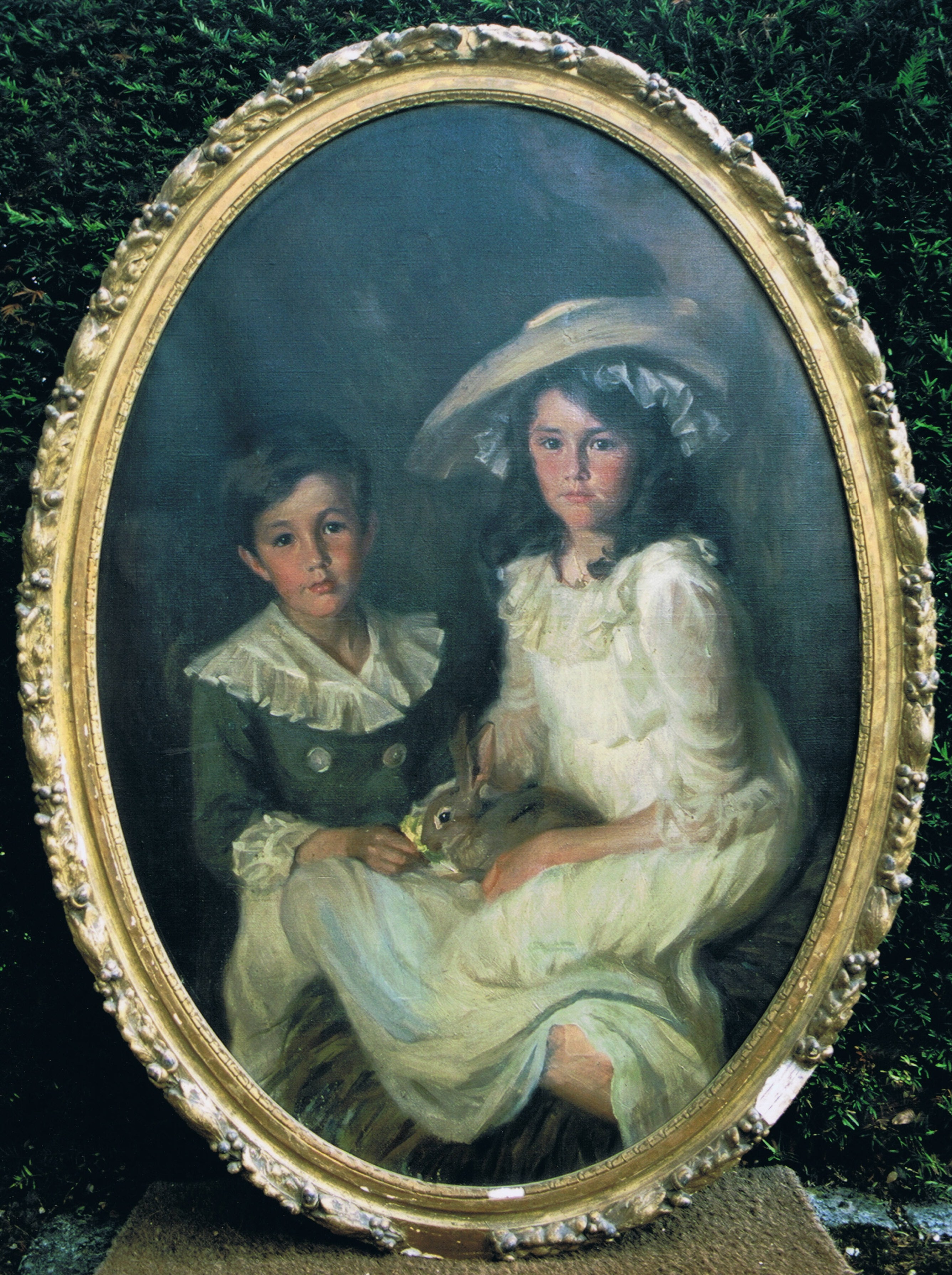

Лидия Эммет также разработала внешний вид медали Каллума.

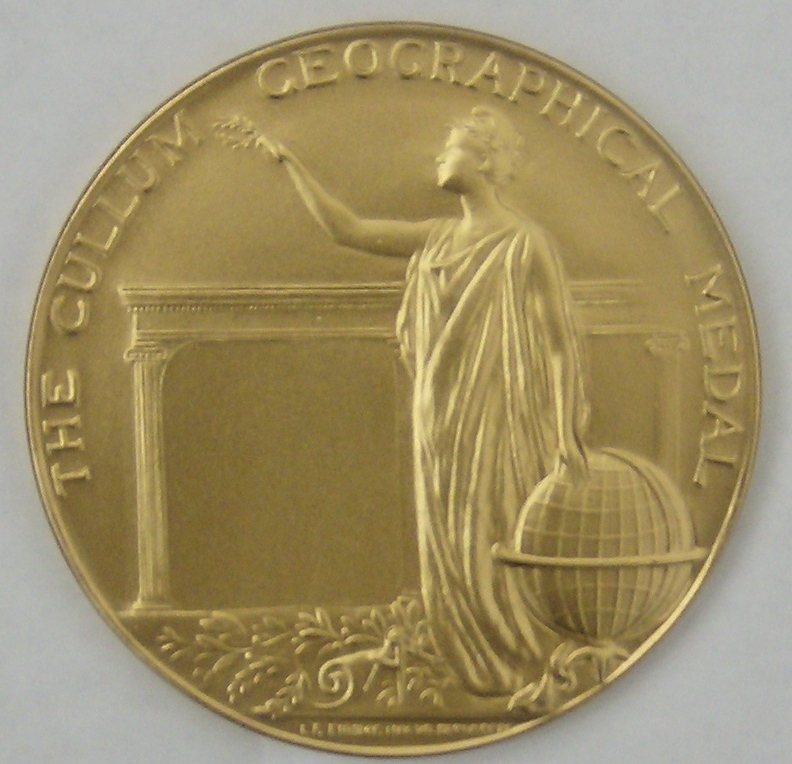
Аверс медали
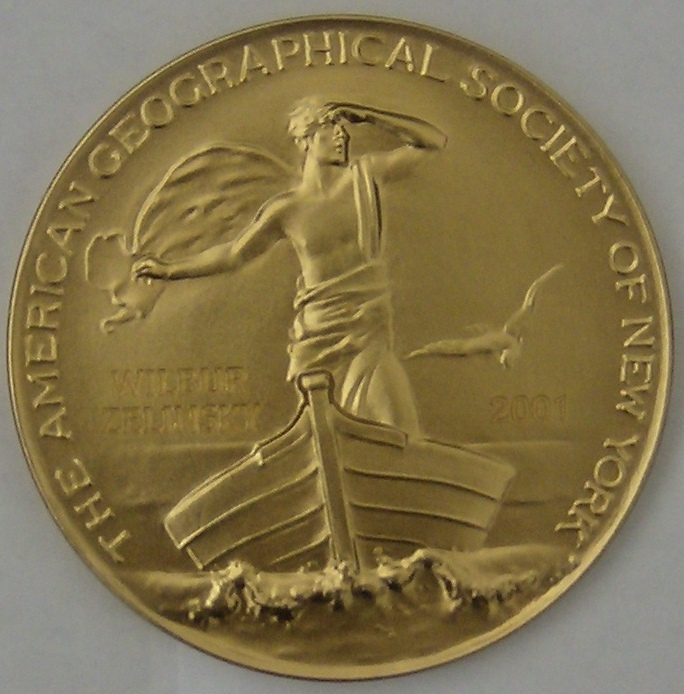
Реверс медали